# Chlorospingus
Chlorospingus là một chi chim trong họ Emberizidae.

## Hình ảnh

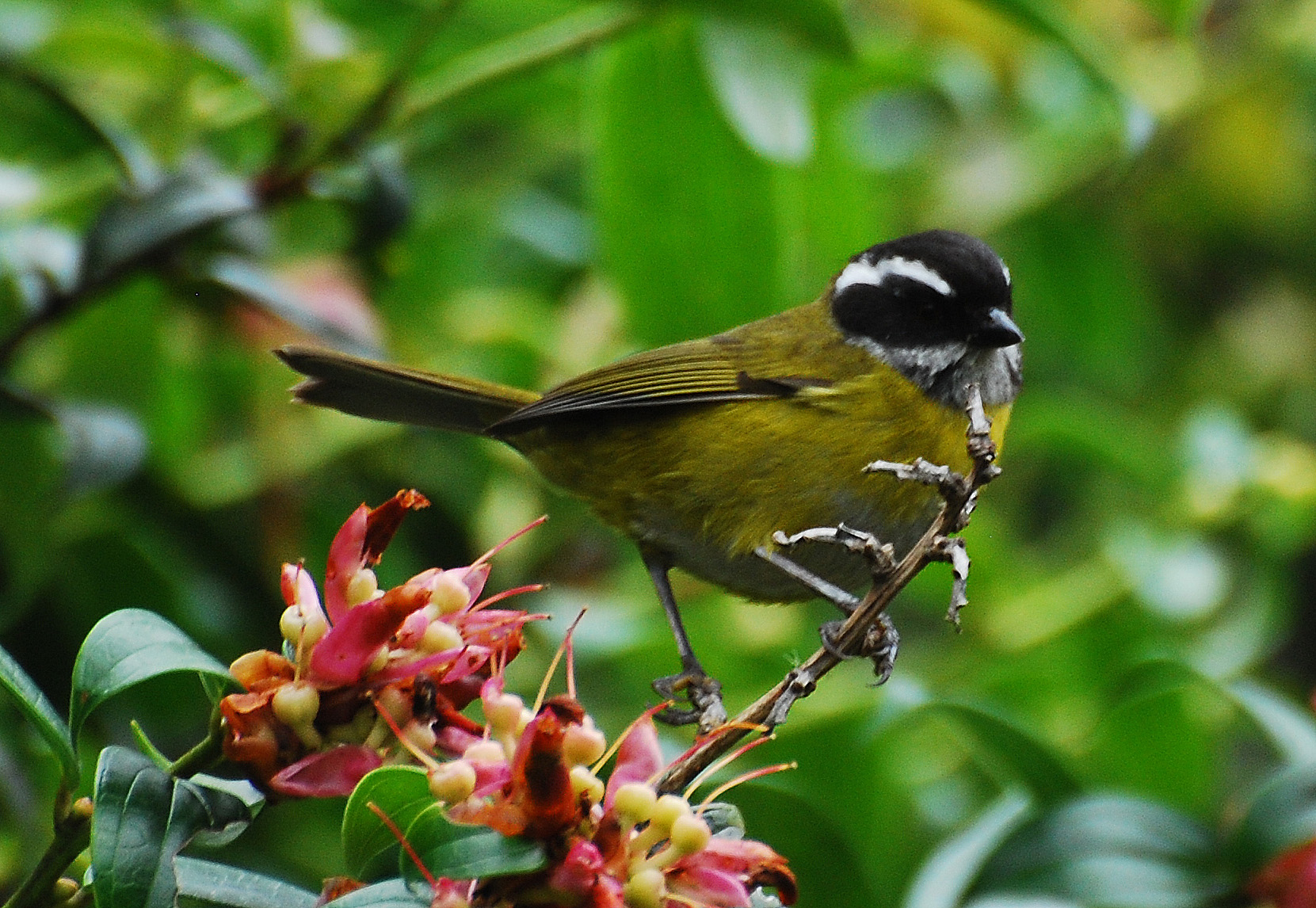
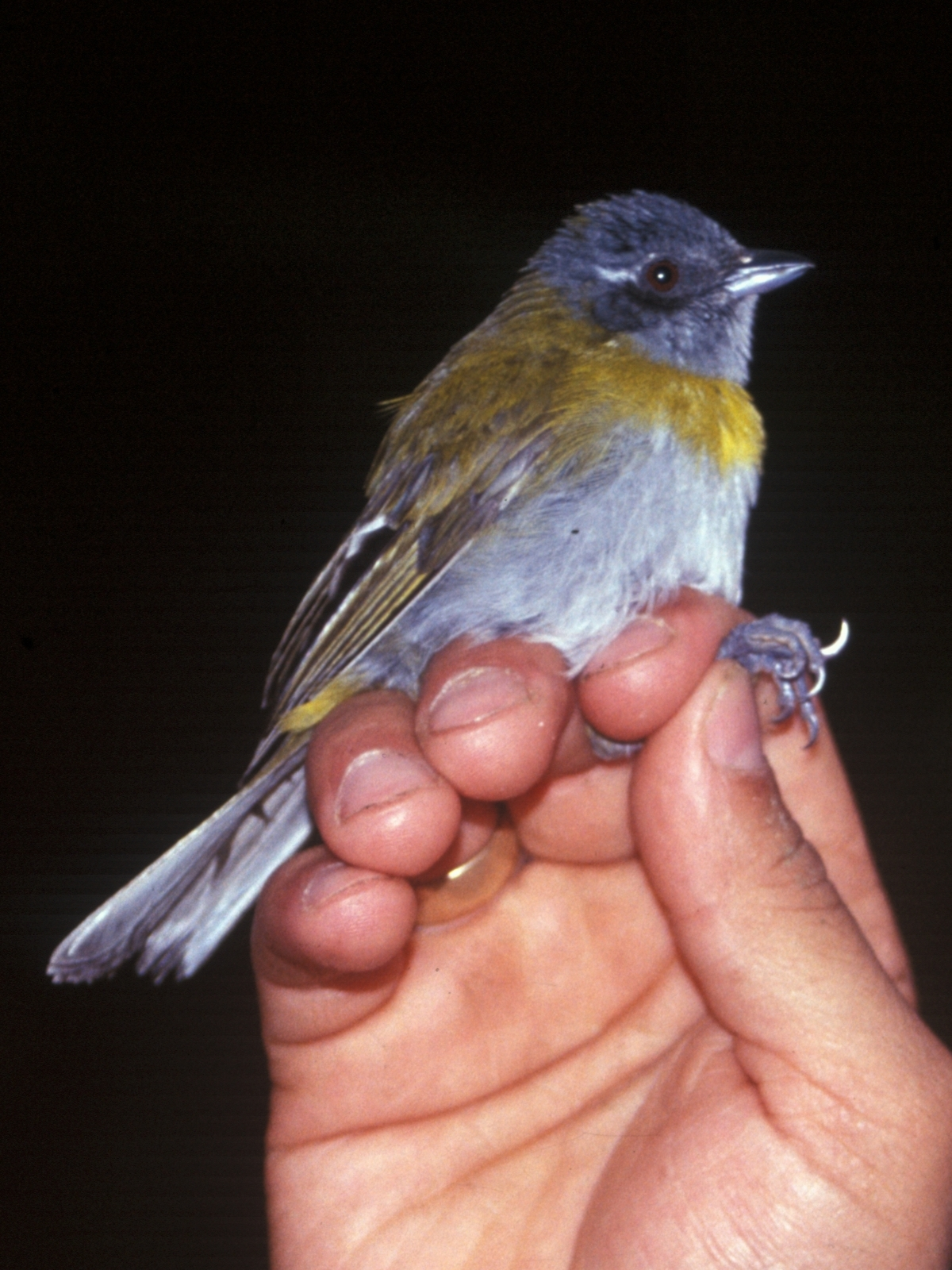

## Các loài
- Chlorospingus canigularis
- Chlorospingus flavigularis
- Chlorospingus flavopectus
- Chlorospingus flavovirens
- Chlorospingus inornatus
- Chlorospingus parvirostris
- Chlorospingus pileatus
- Chlorospingus semifuscus
- Chlorospingus tacarcunae